# Efekt magnetokaloryczny

Po umieszczeniu materiału ferromagnetycznego w zewnętrznym polu magnetycznym temperatura materiału wzrośnie. Gdy pole magnetyczne zostanie usunięte temperatura materiału spadnie.

Efekt magnetokaloryczny (rozmagnesowanie adiabatyczne) – polega na zmianie temperatury materiału magnetycznego (najczęściej miękkiego ferromagnetyka) za pomocą zewnętrznego pola magnetycznego. Czasami efekt ten nazywany jest adiabatycznym rozmagnesowaniem. Zjawisko to można wykorzystać do budowy różnych urządzeń np. pomp ciepła, chłodziarek, lodówek czy generatorów energii elektrycznej. W przypadku lodówek pracujących w temperaturze pokojowej, przewiduje się, że zastąpienie klasycznych lodówek sprężarkowych może doprowadzić do zmniejszenia zużycia energii i kosztów chłodzenia o około 20 procent. Dodatkowo chłodzenie magnetyczne jest bardziej ekologiczną technologią, ponieważ nie wykorzystuje szkodliwych dla środowiska gazów niszczących warstwę ozonową (np. freony) i gazy cieplarniane (wodorochlorofluorowęglowodory – HCFC) stosowane w obecnej technologii chłodzenia ze sprężaniem gazu.

## Parametry magnetokaloryczne
Korzystając z relacji Maxwella można wyznaczyć szereg podstawowych parametrów opisujących efekt magnetokaloryczny.
Zmiana entropii magnetycznej {\displaystyle \Delta S_{M}{:}}
{\displaystyle \Delta S_{M}(T)=\int _{H_{0}}^{H_{1}}\left({\frac {\partial M(T,H)}{\partial T}}\right)dH.}
Ze względu na znak {\displaystyle \Delta S_{M}} efekt magnetokaloryczny można podzielić na normalny efekt magnetokaloryczny (ujemna wartość {\displaystyle \Delta S_{M}}) lub na odwrotny efekt magnetokaloryczny (dodatnia wartość {\displaystyle \Delta S_{M}}). Normalny efekt magnetokaloryczny obserwowany jest w materiałach wykazujących przejście fazowe drugiego rodzaju (np. paramagnetyk – ferromagnetyk), natomiast odwrotny efekt magnetokaloryczny obserwuje się w przypadku przejścia fazowego pierwszego rodzaju (np. paramagnetyk – antyferromagnetyk).
Adiabatyczna zmiana temperatury {\displaystyle \Delta T_{ad}{:}}
{\displaystyle \Delta T_{ad}=-\int _{H_{0}}^{H_{1}}\left({\frac {T}{C_{p}(T,H)}}\right)_{H}{\left({\frac {\partial M(T,H)}{\partial T}}\right)}_{H}dH}
Względna moc chłodzenia (ang. relative cooling power – RCP) czasami nazywane wydajnością czynnika chłodniczego (ang. refrigerant capacity – RC) określa, jak dużo energii w postaci ciepła może zostać przeniesione pomiędzy zimnym i gorącym rezerwuarem w idealnym cyklu chłodniczym. Wartość tego parametru wyznacza się ze wzoru:
{\displaystyle RCP=\int _{T_{0}}^{T_{1}}|\Delta S(T)|dT.}
Kolejny, niedawno wprowadzony parametr magnetokaloryczny to uśredniona temperatura zmiany entropii (ang. Temperature averaged Entropy Change – TEC). Parametr ten można wyznaczyć z następującego równania:
{\displaystyle TEC(\Delta T_{lift})={\frac {1}{\Delta T_{lift}}}\max \left\{\int _{T_{mid}+T_{lift}/2}^{T_{mid}-T_{lift}/2}|\Delta S(T)|dT\right\},}
gdzie {\displaystyle \Delta T_{lift}} to zakres temperatury w którym wartość {\displaystyle \Delta S_{M}} jest odpowiednio wysoka, {\displaystyle T_{mid}} to średnia temperatura gdzie wysoka wartość {\displaystyle \Delta S_{M}} występuje i jest tak dobierana, żeby maksymalizować wartość TEC. Parametr TEC pozwala określić najlepszy zakres temperatur pracy dla danego materiału magnetokalorycznego.

## Historia
Efekt magnetokaloryczny został odkryty przez P. Weissa i A. Piccarda w 1917. Zaobserwowali oni zmianę temperatury w czystym Ni o 0,7 °C przy zmianie pola magnetycznego o 1,5 T. Jednak pierwsze teoretyczne przewidywania występowania tego zjawiska dokonał William Thomson (lord Kelvin) już w 1860. Czasami w publikacjach błędnie znajduje się informacja, że efekt magnetokaloryczny odkrył niemiecki fizyk E. Warburg w 1881 (szczegóły tej pomyłki opisał A. Smith w 2013). W 1920 roku naukowcy P. Debye i W.F. Giauque pracując osobno wykazali teoretycznie, że wykorzystując to zjawiska można uzyskać bardzo niskie temperatury poniżej 1 K, których wówczas nie można było uzyskać innymi metodami. Parę lat później, w 1933 W.F. Giauque razem z D.P. MacDougall zbudowali pierwszą chłodziarkę magnetyczną i uzyskali ekstremalnie niską temperaturę 0,25 K wykorzystują siarczan gadolinu Gd2(SO4)· 8H2O jako materiał magnetokaloryczny. Za swoje dokonania w badaniach materiałów w niskich temperaturach W.F. Giauque otrzymał nagrodę Nobla w 1949 z chemii.
Pierwszy projekt chłodziarki magnetycznej pracujące w temperaturze pokojowej został zaprezentowany w 1976 roku. W swoim urządzeniu G.V. Brown wykorzystał czysty Gd i uzyskał różnicę 47 °C. Ponowny wzrost zainteresowania efektem magnetokalorycznym nastąpił w roku 1997 kiedy to amerykańscy naukowcy W. Pecharsky i K.A. Gschneidner odkryli tzw. gigantyczny efekt magnetokaloryczny (ang. giant magnetocaloric effect – GMCE) w związku Gd5Si2Ge2, w którym jednoczesne przejście strukturalne i magnetyczne prowadzi do bardzo dużych wartości zmiany temperatury w temperaturze pokojowej. W 1998 Zimm razem ze współpracownikami pokazał, że sprawność magnetycznej chłodziarki pracujące w oparciu o efekt magnetokaloryczny może mieć sprawność na poziomie ~60%.

## Materiały magnetokaloryczne
Właściwości magnetokaloryczne wykazują praktycznie wszystkie materiały magnetyczne. Ale zainteresowanie przyciągają tylko te, które mają najwyższe wartości parametrów magnetokalorycznych w okolicach temperatury pokojowej albo te do zastosowań kriogenicznych.
Do najważniejszych materiałów magnetokalorycznych zalicza się:
- sole paramagnetyczne ziem rzadkich np. Gd2(SO4)3 · 8H2O[7],
- czysty gadolin (Gd) i jego stopy,
- związek Gd5Si2Ge2[10],
- fazy Heuslera na bazie Ni-Mn np. Ni2MnIn, Ni2MnSn, Ni2MnSb, Ni2MnGa,
- fazy Lavesa,
- La(Fe,Si)13,
- Mn(Fe,Co,Ni)(Si,Ge),
- (Mn,Fe,Co)5(Ge,Si,Sb)3,
- stopy żelaza i renu FeRh,
- manganity na bazie lantanowców np. LaMnO3
- szkła metaliczne,
- stopy o wysokiej entropii (ang. high entropy alloys – HEA).

Materiały magnetokaloryczne o dużym potencjale aplikacyjnym muszą charakteryzować się następującymi właściwościami:
- duży moment magnetyczny,
- temperatura przejścia fazowego blisko punktu pracy,
- przejście fazowe pierwszego rodzaju,
- brak pętli histerezy magnetycznej i temperaturowej,
- małe ciepło właściwe,
- dobre przewodnictwo cieplne,
- duży opór elektryczny,
- łatwość wytwarzania i obróbki mechanicznej,
- nietoksyczność,
- stabilność chemiczna i mechaniczna,
- niska cena (< 100 $/kg).

Obecnie takie firmy jako VACUUMSCHMELZE produkują na masową skalę materiały magnetokaloryczne.

## Metody pomiarowe
Wartości parametrów magnetokalorycznych można wyznaczyć w sposób pośredni lub bezpośredni.
W przypadku metod pośrednich należy wykonać pomiary namagnesowania, ciepła właściwego lub oporu elektrycznego w funkcji temperatury i zewnętrznego pola magnetycznego. Następnie z otrzymanych danych i relacji Maxwella można wyliczyć wartości parametrów magnetokalorycznych.
Metoda bezpośrednia polega na pomiarze zmiany temperatury w warunkach adiabatycznych w trakcie namagnesowania i rozmagnesowania.
Wartości parametrów magnetokalorycznych można wyznaczyć z obliczeń teoretycznych wykorzystując metody DFT i Monte Carlo.

## Zastosowanie efektu magnetokalorycznego

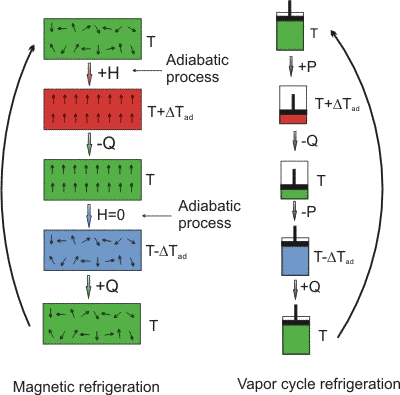
Porównanie cyklu pracy lodówki sprężarkowej (po prawej) i magnetycznej (po lewej). H = zewnętrzne pole magnetyczne; Q = ciepło; P = ciśnienie; ΔT_{ad} = adiabatyczna zmiana temperatury

Efekt magnetokaloryczny może zostać wykorzystany do budowy maszyn cieplnych i generatorów energii elektrycznej. Obok ogromnej ilości prototypów konstruowanych przez naukowców istnieją firmy rozwijających własne konstrukcje. Te firmy to m.in. Ubiblue, Cambfridge czy Magnotherm. Chłodziarki magnetyczne pracujące w temperaturze pokojowej nie zostały jeszcze skomercjalizowane, ale zbudowano wiele prototypów i urządzeń testowych.